# Izagre
Izagre ist ein Ort und eine nordspanische Gemeinde mit 137 Einwohnern (Stand: 2024) in der Provinz León und der Region Kastilien-León. Neben dem Hauptort Izagre gehören die Ortschaften Albires und Valdemorilla zur Gemeinde.

## Lage und Klima
Izagre liegt etwa 47 Kilometer südsüdöstlich von León im Nordwesten der Iberischen Meseta in einer Höhe von ca. 780 m. Das Klima im Winter ist rau, im Sommer dagegen trocken und warm; der Regen (550 mm/Jahr) fällt überwiegend im Winterhalbjahr.

## Bevölkerungsentwicklung
| Jahr      | 1970 | 1981 | 1991 | 2001 | 2011 | 2021 |
| Einwohner | 739  | 537  | 342  | 252  | 202  | 155  |

Aufgrund der durch die Mechanisierung der Landwirtschaft und der Aufgabe von bäuerlichen Kleinbetrieben ausgelösten Landflucht ist die Bevölkerung des Dorfes seit der Mitte des 19. Jahrhunderts kontinuierlich gewachsen.

## Sehenswürdigkeiten

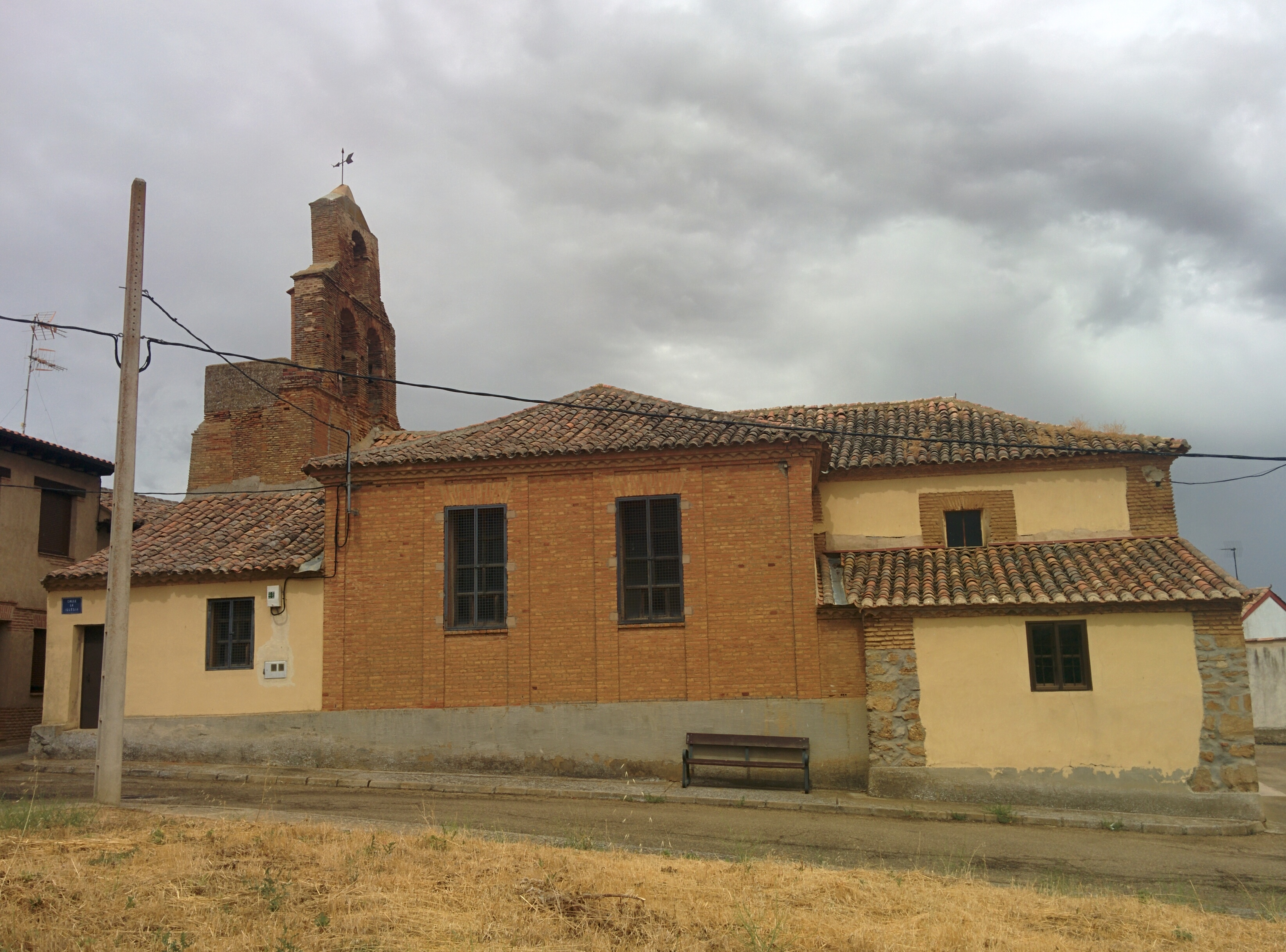
Marinenkirche
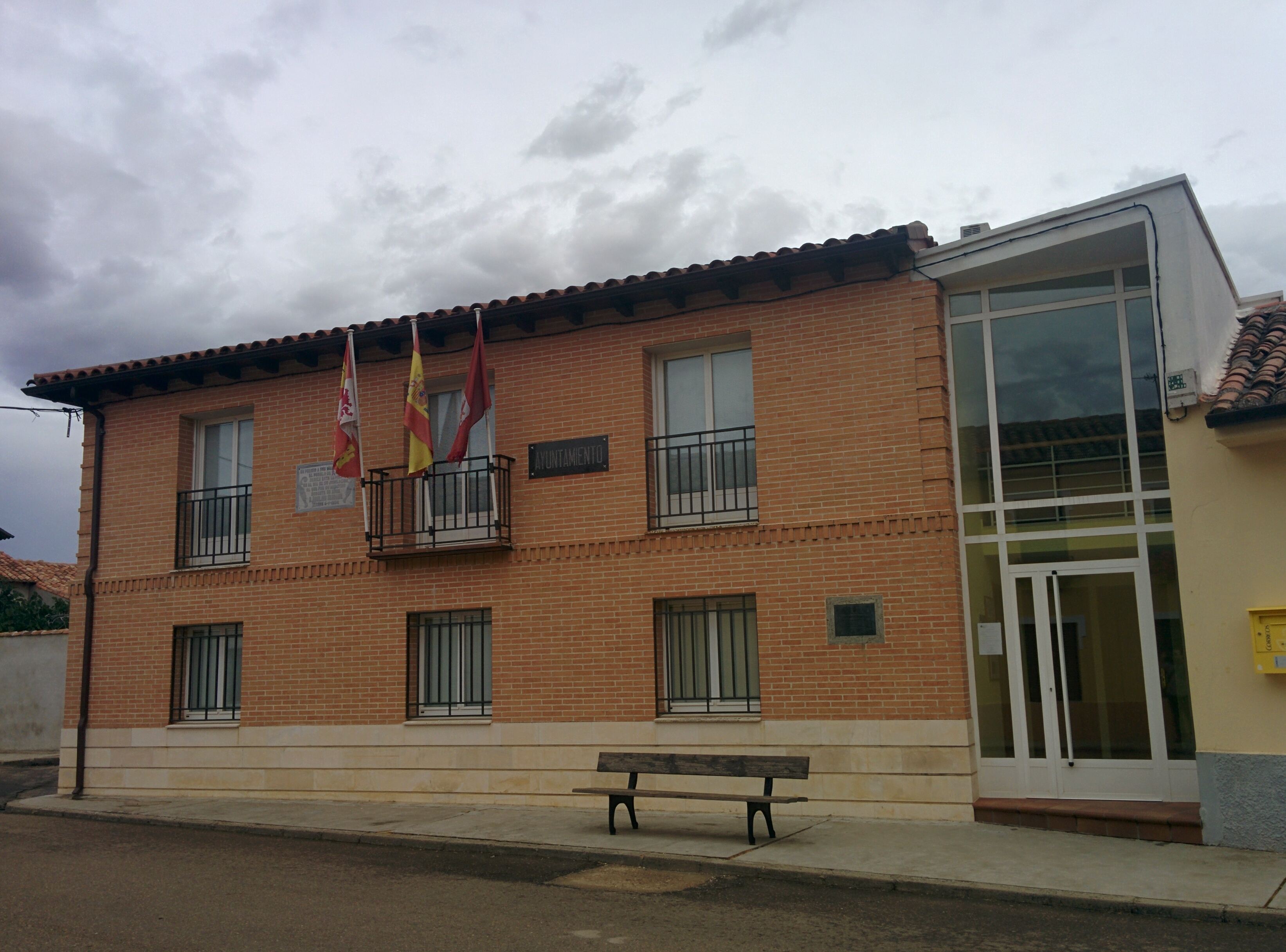
Rathaus

- Christuskapelle
- Marienkapelle

- Marinenkirche
- Rathaus

## Persönlichkeiten
- Cristóbal Vaca de Castro (1492–1562), Richter, Gouverneur von Peru